# Damien Levet
Damien Levet (* 29. Juni 2001 in Annecy, Haute-Savoie) ist ein französischer Biathlet. Er wurde 2022 Junioreneuropameister mit der Mixedstaffel.

## Sportliche Laufbahn
Damien Levet gab sein internationales Debüt bei den Jugendweltmeisterschaften 2020 in der Lenzerheide und gewann im Einzel hinter Martin Nevland auf Anhieb die Silbermedaille, auch in Sprint und Verfolgung konnte er mit Top-10-Plätzen überzeugen. Im Januar 2021 gab er am Arber sein Debüt im IBU-Cup, welches mit einem 63. und einem 112. Rang nicht erfolgreich verlief. Seine nächsten Einsätze bekam der Franzose bei den Junioreneuropameisterschaften 2022 und gewann gemeinsam mit Camille Coupé, Jeanne Richard und Jacques Jefferies die Goldmedaille im Mixedwettkampf. In der ersten Hälfte der Saison 2022/23 startete er regelmäßig im IBU-Cup und lief im Massenstart von Ridnaun durchaus überraschend auf Rang acht. Auch im Folgewinter lief er punktuell in die Top 10, dabei stand als bestes Einzelergebnis Rang fünf im Sprint von Idre zu Buche. Mit der Mixedstaffel gelang ihm im Saisonverlauf zweimal das Erreichen eines Podestplatzes; zunächst in Ridnaun mit Anaëlle Bondoux, Gilonne und Antonin Guigonnat, später in Obertilliach mit Camille Bened, Chloé Chevalier und Ambroise Meunier. In der Saison 2024/25 kam Levet nur am Saisonanfang und -ende zu Renneinsätzen, überzeugte aber in Otepää mit vier Top-10-Ergebnissen in fünf Wettkämpfen sowie einem erneuten Podest mit der Mixedstaffel.

## Statistiken

### Jugendweltmeisterschaften
Ergebnisse bei den Jugendweltmeisterschaften:
| Weltmeisterschaften | Weltmeisterschaften | Einzelwettbewerbe | Einzelwettbewerbe | Einzelwettbewerbe | Männerstaffel |
| Jahr                | Ort                 | Einzel            | Sprint            | Verfolgung        | Männerstaffel |
| ------------------- | ------------------- | ----------------- | ----------------- | ----------------- | ------------- |
| 2020                | Lenzerheide         | 2.                | 7.                | 9.                | 5.            |